# Erioptera kluaneana
Erioptera kluaneana là một loài ruồi trong họ Limoniidae. Chúng phân bố ở miền Tân bắc.